# The Sadies
I The Sadies sono un gruppo musicale rock and roll/country canadese attivo dal 1994 e originario di Toronto.

## Formazione
- Dallas Good (†)
- Travis Good
- Sean Dean
- Mike Belitsky

## Discografia
- 1998 - Precious Moments
- 1999 - Red Dirt (con Andre Williams)
- 1999 - Pure Diamond Gold
- 2001 - Tremendous Efforts
- 2002 - Stories Often Told
- 2003 - Mayors of the Moon (con Jon Langford)
- 2004 - Favourite Colours
- 2004 - The Tigers Have Spoken (con Neko Case)
- 2006 - In Concert Volume One
- 2006 - Tales of the Rat Fink
- 2007 - New Seasons
- 2008 - S/T (con Jerry Teel)
- 2009 - Country Club (con John Doe)
- 2010 - Darker Circles
- 2012 - Night and Day (con Andre Williams)
- 2013 - The Good Family Album (con The Good Brothers)
- 2013 - International Sounds
- 2022 - Colder Streams
- 2024 - Rick White and the Sadies